# Firefox для мобільних пристроїв
Firefox для мобільних пристроїв (англ. Firefox for mobile, кодове ім'я Fennec) — назва браузера Mozilla Firefox, адаптованого для мобільних телефонів, смартфонів і інших мобільних пристроїв. Наразі доступна версія для Android та iOS.

## Назва Mozilla Fennec

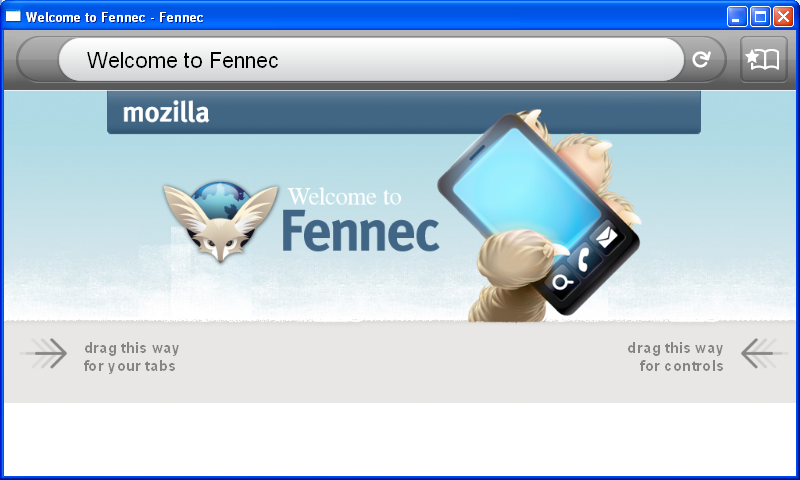
Домашня сторінка Mozilla Fennec alpha 2 під управлінням Windows XP із зображенням фенека

Назва продукту походить від фенека — мініатюрної пустельної лисиці, оскільки концептуально Fennec є «зменшеною» версією Firefox. Втім інтерфейс Fennec був повністю перероблений та представляє низку нових парадигм. Деякі втулки та додатки Firefox вже доступні для роботи із Fennec.

## Історія
Підтримка плагінів була вимкнена за замовченням у перших версіях. Це робило браузер несумісним з Adobe Flash до версії 14.0.
Нумерація версії браузера збігається з настільним браузером, оскільки вони мають однаковий двигун Gecko.
У грудні 2014 року Mozilla оголосила, що розробляє версію Firefox для iOS, яка була випущена у 2015. Через політику розробки програм Apple, Firefox має використовувати вбудовану платформу рендерингу на базі iOS WebKit, а не власний вебдвигун Gecko. У квітні 2013 року тодішній генеральний директор Mozilla Гері Ковач заявив, що Firefox не буде приходити до iOS, якщо Apple вимагає використання двигуна макета WebKit для цього. Проте згодом вони змінили свою думку.

## Операційні системи
Firefox для Android наразі доступний лише для пристроїв Android з версією 5.0 та пізнішої версії, також доступна інша версія - Firefox для iOS. Підтримка пристроїв Android, які використовують процесори Intel x86, була додана в грудні 2013 року.
| Android 5.0 та новіші  | 68.9.0          | 2014–     |
| Android 4.1–4.4        | 68.9.0          | 2012–2020 |
| Android 4.0            | 55.0.2          | 2011–2017 |
| Android 3.0            | 45.0.2          | 2011–2016 |
| Android 2.3            | 47.0            | 2011–2016 |
| Android 2.2 (та ARMv6) | 31.0, 31.3.0esr | 2011–2014 |
| Android 2.1            | 19.0.2          | 2011–2013 |
| Android 2.0            | 6.0.2           | 2011      |

## Відгуки
До версії 14.0 користувачі часто скаржилися на низьку швидкість роботи браузера, відсутність підтримки плагінів і проблеми з продуктивністю. Останнє було пов'язане з використанням XUL-мови для відтворення інтерфейсу мобільного Firefox за аналогією з настільною версією. У версії 14.0 після перекладу інтерфейсу браузера на стандартні компоненти Android і подальшого редизайну показники швидкості запуску були значно поліпшені. Крім того, з появою підтримки Flash відношення до мобільного Firefox змінилося в кращій бік.